# Oxytorus montanus
Oxytorus montanus là một loài tò vò trong họ Ichneumonidae.